# Columnea panamensis
Columnea panamensis är en tvåhjärtbladig växtart som beskrevs av Conrad Vernon Morton. Columnea panamensis ingår i släktet Columnea och familjen Gesneriaceae. Inga underarter finns listade i Catalogue of Life.